# Antepipona montana
Antepipona montana  (лат.) — вид одиночных ос (Eumeninae). Эндемики Восточной Африки.

## Распространение
Африка, Кения.

## Описание
Длина осы 9 мм. Задняя часть метанотума (заднещитинка) килевидная, обрывистая, с двумя возвышающимися бугорками или зубцами. 1-й сегмент брюшка лишь немного уже 2-го, не стебельчатый. По некоторым признакам похож на вид одиночных ос Antepipona albocincta G.Soika, 1987.